# Jonathan Rhys Meyers
Jonathan Rhys Meyers (n. 27 iulie 1977 cu numele de Jonathan Michael Francis O'Keeffe) este un actor și model irlandez.
În anul 2004 a jucat în filmul Vanity Fair, o ecranizare a romanului Bâlciul deșertăciunilor scris de William Makepeace Thackeray.
Este cunoscut pentru rolurile sale din filmele Velvet Goldmine, Bend It Like Beckham, Match Point și rolurile din seriale de televiziune: Elvis, cu care a câștigat Globul de Aur pentru cel mai bun actor într-o miniserie și rolul Henric al VIII-lea din drama istorică Dinastia Tudorilor.

## Filmografie

### Film
| An   | Film                                  | Rol                                         | Note                                                                             |
| ---- | ------------------------------------- | ------------------------------------------- | -------------------------------------------------------------------------------- |
| 1994 | A Man of No Importance                | First Young Man                             |                                                                                  |
| 1996 | The Killer Tongue                     | Rudolph                                     |                                                                                  |
| 1996 | The Disappearance of Finbar           | Finbar Flynn                                |                                                                                  |
| 1996 | Michael Collins                       | Collins's ambusher                          |                                                                                  |
| 1997 | The Maker                             | Josh Minnell                                |                                                                                  |
| 1997 | Telling Lies in America               | Kevin Boyle                                 |                                                                                  |
| 1998 | Velvet Goldmine                       | Brian Slade                                 | Nominalizare — London Critics Circle Film Award for British Newcomer of the Year |
| 1998 | The Governess                         | Henry Cavendish                             |                                                                                  |
| 1998 | B. Monkey                             | Bruno                                       |                                                                                  |
| 1998 | The Tribe                             | Adam                                        |                                                                                  |
| 1999 | The Loss of Sexual Innocence          | Young Nic                                   |                                                                                  |
| 1999 | Ride with the Devil                   | Pitt Mackeson                               |                                                                                  |
| 1999 | Titus                                 | Chiron                                      |                                                                                  |
| 2001 | Prozac Nation                         | Noah                                        |                                                                                  |
| 2001 | Tangled                               | Alan Hammond                                |                                                                                  |
| 2001 | Happy Now                             | Mark Wraith                                 |                                                                                  |
| 2002 | Bend It Like Beckham                  | Joe                                         |                                                                                  |
| 2003 | The Tesseract                         | Sean                                        |                                                                                  |
| 2003 | Octane                                | The Father                                  |                                                                                  |
| 2003 | I'll Sleep When I'm Dead              | Davey Graham                                |                                                                                  |
| 2003 | The Emperor's Wife                    | Chamberlain                                 |                                                                                  |
| 2004 | Vanity Fair                           | Captain George Osborne                      |                                                                                  |
| 2004 | Alexander                             | Cassander                                   |                                                                                  |
| 2005 | Match Point                           | Chris Wilton                                |                                                                                  |
| 2006 | Mission: Impossible III               | Declan Gormley                              |                                                                                  |
| 2007 | August Rush                           | Louis Connelly                              |                                                                                  |
| 2008 | The Children of Huang Shi             | George Hogg                                 |                                                                                  |
| 2008 | A Film with Me in It                  | Pierce 2                                    | Cameo                                                                            |
| 2010 | Shelter - Tăcerea umbrelor            | Adam / David / Wesley / Charles / Christian | Re-lansat în 2013 ca 6 Souls - 6 suflete                                         |
| 2010 | From Paris with Love                  | James Reese                                 |                                                                                  |
| 2011 | Albert Nobbs                          | Viscount Yarrell                            |                                                                                  |
| 2012 | Belle du Seigneur                     | Solal                                       |                                                                                  |
| 2013 | The Mortal Instruments: City of Bones | Valentine Morgenstern                       |                                                                                  |
| 2014 | Another Me                            | John Moffatt                                |                                                                                  |
| 2015 | Stonewall                             | Trevor                                      |                                                                                  |
| 2016 | The Rising                            | Padraig Pearse                              |                                                                                  |
| 2016 | London Town                           | Joe Strummer                                |                                                                                  |
| 2017 | The Shadow Effect                     | Reese                                       |                                                                                  |
| 2017 | Black Butterfly                       | Jack                                        |                                                                                  |
| 2017 | Damascus Cover                        | Ari                                         |                                                                                  |
| 2017 | The 12th Man                          | Kurt Stage                                  |                                                                                  |
| 2018 | The Aspern Papers                     | Morton Vint                                 | Post-producție                                                                   |
| 2018 | Holy Lands                            | David                                       | Post-producție                                                                   |
| 2019 | Awake                                 | John Doe                                    |                                                                                  |
| 2019 | Altitude                              |                                             | Pre-producție                                                                    |